# Cruz al Mérito Militar (Mecklemburgo-Schwerin)
La Cruz al Mérito Militar (Militärverdienstkreuz) fue establecida por el Gran Duque Federico Francisco II de Mecklemburgo-Schwerin el 5 de agosto de 1848. Mecklemburgo-Schwerin, un gran ducado situado al norte de Alemania, fue un miembro de la Confederación Germánica y después del Imperio alemán.

## Historia
En varios aspectos, la Cruz al Mérito Militar de Mecklemburgo-Schwerin fue moldeada a partir de la Cruz de Hierro prusiana. Ambas venían en dos clases, un broche de 1.ª clase y una 2.ª clase con cinta, ambas eran concedidas sin consideración al rango (la mayoría de órdenes y medallas de ambos estados eran entregados en diferentes clases en base al rango o el estatus del receptor), y ambas eran concedidas para campañas específicas, como indicaba la fecha en el brazo inferior de la cruz. No obstante, había más versiones de la cruz de Mecklemburgo que de la cruz prusiana (que solo fue entregada por Prusia en las Guerras Napoleónicas, la guerra franco-prusiana y la I Guerra Mundial, y por la Alemania Nazi en la II Guerra Mundial).
Las primeras versiones fueron fechadas en 1848 y 1849, y concedidas al mérito en la Primera Guerra de Schleswig y por la supresión de la Revolución alemana de 1848-49 (algunas tropas de Mecklemburgo fueron enviadas a Baden en 1849 mientras que otras permanecieron en combate en Schleswig). En 1859, algunos observadores de Mecklemburgo y oficiales austríacos fueron condecorados al mérito durante la segunda guerra de la Independencia italiana. La siguiente versión era fechada en 1864, y reconocía el mérito en segunda guerra de Schleswig, también llamada Guerra de los Ducados. La participación de Mecklemburgo-Schwerin al lado de Prusia y otros estados alemanes del norte en la guerra austro-prusiana llevó a la siguiente versión, con fecha 1866.  
En 1870 se creó una versión para la guerra franco-prusiana, donde las tropas de Mecklemburgo lucharon en la 17.ª División. En esta guerra, varios oficiales y soldados recibieron tanto la Cruz de Hierro como la Cruz al Mérito Militar de Mecklemburgo-Schwerin.
La siguiente versión era fechada en 1877. Esta no fue entregada a mecklemburgueses (excepto unos pocos observadores militares) sino a rusos y rumanos que participaron en la Guerra ruso-turca (1877-1878). Algunos estados alemanes, especialmente Mecklemburgo-Schwerin, simpatizaban con la causa rusa y rumana, ya que tenían conexiones dinásticas con ambos estados. La abuela del Gran Duque Federico Francisco II era la Gran Duquesa Elena Pavlovna de Rusia, y su hija se había casado con el hijo del zar Alejandro II de Rusia, y su hijo y heredero, Federico Francisco III, se casaría con la Gran Duquesa Anastasia Mijailovna de Rusia en 1879. La familia real rumana era una rama de los Hohenzollern, la casa reinante en Prusia y en el recién creado Imperio alemán. 
Una versión fechada en 1900 fue acuñada para mecklemburgueses quienes se habían distinguido en la Rebelión Boxer de 1900-01. Una versión sin fecha fue creada para galardonar al mérito para varios conflictos coloniales de la primera década del siglo XX, incluyendo las Guerras Herero (una serie de brutales conflictos en los que algunos alemanes demostraron gran valentía en luchar contra guerrillas de hereros y otras tribus, mientras que otros alemanes perpetraron lo que ha sido visto como el genocidio del pueblo Herero).
Alemania entró en la I Guerra Mundial en los primeros días de agosto de 1914. El 28 de febrero de 1915, el Gran Duque Federico Francisco IV de Mecklemburgo-Schwerin, reautorizó la Cruz al Mérito Militar. La nueva versión fue fechada en 1914 y fue concedida retrospectivamente hasta el inicio de la guerra. Ambas clases de la Cruz al Mérito Militar continuaron siendo entregadas a lo largo de la guerra, tanto a mecklemburgueses como a soldados de otros estados alemanes y aliados. Con la abdicación de Federico Francisco IV el 14 de noviembre de 1918, la Cruz al Mérito Militar se hizo obsoleta. Se permitió su uso por aquellos que la habían recibido durante la era de Weimar, el Tercer Reich y en la Alemania Occidental (en la Alemania Oriental no está claro si se podían llevar condecoraciones de la Alemania imperial).

## Descripción
En todas sus versiones, la Cruz al Mérito Militar de Mecklemburgo-Schwerin era una cruz pattée en bronce dorada, similar a la Cruz de Hierro salvo que sus brazos eran ligeramente más estrechos. El anverso llevaba una corona en el brazo superior, las iniciales de Federico Francisco en el centro, y la fecha (excepto para la versión colonial) en la parte inferior del brazo inferior. El reverso de la 2.ª clase llevaba la leyenda "Für Auszeichnung im Kriege" ("Por distinción en la guerra"). El reverso de la 1.ª clase, un broche (Steckkreuz), estaba en blanco.  
La cinta era azul celeste con estrechas franjas en amarillo y rojo (con las franjas rojas en el exterior). Para no combatientes, la misma cruz, pero la cinta era diferente, siendo roja con franjas azules y amarillas.

## Condecorados notables
- Duque Alberto de Wurtemberg (1914 1.ª y 2.ª Clase) - Mariscal de campo alemán en la I Guerra Mundial.
- Fedor von Bock (1914 2.ª Clase) - también recibió la Pour le Mérite; después mariscal de campo en la II Guerra Mundial.
- Kuno-Hans von Both (1914 1.ª y 2.ª Clase) - también recibió la Pour le Mérite; después General der Infanterie en la II Guerra Mundial.
- Berthold von Deimling (1914 2.ª Clase) - General alemán en la I Guerra Mundial quien se hizo pacifista.
- Nikolaus von Falkenhorst (1914 2nd Class) - later a general in World War II.
- Gran Duque Federico Francisco II de Mecklemburgo-Schwerin (1870(?) 1.ª y 2.ª Clase) - Gran Duque y general que comandó tropas alemanas en la campaña del Loire en la guerra franco-prusiana.
- Gran Duque Federico Francisco III de Mecklemburgo-Schwerin (1870 2.ª Clase) - Heredero al trono y después Gran Duque.
- Archiduque Federico de Austria-Teschen (1914 1.ª y 2.ª Clase) - Mariscal de campo austrohúngaro en la I Guerra Mundial.
- Paul von Hindenburg (1914 1.ª y 2.ª Clase) - Mariscal de campo alemán en la I Guerra Mundial.
- Franz Ritter von Hipper (1914 2.ª Clase) - Almirante alemán y comandante de cruceros en la batalla de Jutlandia; también recibió la Pour le Mérite y la Orden Militar de Max Joseph.
- Günther von Kluge (1914 2.ª Clase) - después mariscal de campo en la II Guerra Mundial.
- Wilhelm Ritter von Leeb (1914 2.ª Clase) - también recibió la Orden Militar de Max Josep, el mayor honor militar de Baviera, después mariscal de campo en la II Guerra Mundial.
- Erich Ludendorff (1914 2.ª Clase) - General alemán en la I Guerra Mundial (también puede que recibiera la 1.ª Clase).
- August von Mackensen (1914 1.ª y 2.ª Clase) - Mariscal de campo alemán en la I Guerra Mundial.
- Helmuth von Moltke (el Viejo) (1870(?) 1.ª y 2.ª Clase) - Mariscal de campo alemán
- Karl August Nerger (1900 2.ª Clase, 1914 1.ª y 2.ª Clase) - Comandante del crucero auxiliar SMS Wolf
- Reinhard Scheer (1914 1.ª y 2.ª Clase) - Almirante alemán y comandante en la Batalla de Jutlandia.
- Príncipe de la Corona Ruperto de Baviera (1914 1.ª y 2.ª Clase) - Mariscal de campo alemán en la I Guerra Mundial.
- Conde Alfred von Schlieffen (1870 1.ª y 2.ª Clase) - Después Jefe del Estado Mayor y autor del "Plan Schlieffen".
- Heinrich von Vietinghoff (1914 2.ª Clase) - después un general en la II Guerra Mundial.
- Kaiser Guillermo II (1914 1.ª y 2.ª Clase) - Emperador alemán y rey de Prusia.
- Wilhelm Deutscher Kronprinz (1914 1.ª y 2.ª Clase) - Príncipe de la Corona de Alemania y Prusia; general alemán en la I Guerra Mundial.